# اصیل‌بیگ جینبکف
اصیل‌بیگ شریف‌اویچ جینبکف (به قرقیزی: Асылбек Жээнбеков) (زاده ۲۷ اوت ۱۹۶۳) سیاستمدار قرقیزستانی است. وی در سال های ۲۰۰۶ و ۲۰۰۱ به‌ترتیب به‌عنوان رئیس شورای عالی پنجم و ششم قرقیزستان انتخاب شد.

## زندگی شخصی
جینبکف در ۲۷ اوت ۱۹۳۶ در روستای بی‌میرزا، شهرستان قره‌کولجه، استان اوش، جمهوری سوسیالیستی قرقیزستان شوروی متولد شد. او متأهل و دارای شش فرزند است. همچنین او برادر سورنبای جینبکف رئیس‌جمهور و نخست‌وزیر سابق قرقیزستان است.

## زندگی سیاسی
در ۲۱ دسامبر ۲۰۱۱، وی به‌عنوان رئیس شورای عالی قرقیزستان انتخاب شد. وی دو دوره ریاست را عهده داشت. او جایگزین احمدبیگ قلدیباکوف شد که از سمت خود استعفا کرده‌بود. ۷۸ نماینده از ۱۲۰ نماینده مجلس از نامزدی جینبکف حمایت کردند. او از نوامبر ۲۰۰۷ تا ۲۰۱۹ عضو حزب سوسیال دموکرات قرقیزستان بود.

## تحصیلات
او در سال ۱۹۸۵ از مؤسسه کشاورزی قرقیزستان و در سال ۲۰۰۲ از دانشگاه اقتصاد و کارآفرینی فارغ‌التحصیل شد.

## جوایز
- مدال شجاعت در دوران انقلاب